# Диджёкас, Владас
Вла́дас Диджё́кас (лит. Vladas Didžiokas, 1 сентября 1889, Вильно — 7 октября 1942, Каунас) — литовский художник, живописец, график, сценограф.

## Биография
Учился в Вильне в частной реальной гимназии и в Рисовальной школе Ивана Трутнева. В 1911—1915 годах обучался в Санкт-Петербурге в Центральном училище технического рисования барона Штиглица, затем в Академии художеств, вольным слушателем в классе живописи Д. Н. Кардовского (1917—1918) .
В 1917 году женился на уроженке Санкт-Петербурга художнице Варваре Гороховой (Барбора Диджёкене). В начале 1918 года вместе с женой поселился в Витебске, где работал помощником декоратора в театре. Здесь впервые самостоятельно оформил спектакль. Осенью того же 1918 года приехал в Вильну. Оформлял постановки литовского театра.
В 1919 году обосновался в Каунасе. В 1920 году уехал в Россию, был арестован . В 1921 году вернулся в Литву. Работал чертёжником в министерстве промышленности и торговли. Когда режиссёр Антанас Суткус основал Национальный театр („Tautos teatras“), Диджёкас начал оформлять его спектакли, будущим актёрам читать лекции по истории искусства в Школе актёрского мастерства; принимал участие в постановках сатирического театра «Вилколакис» („Vilkolakis“; «Оборотень»).
В 1922—1940 годах (с перерывами) преподавал в Каунасской художественной школе. В 1922—1923 годах совершенствовался в области сценографии в Берлине. По возвращении принимал участие в деятельности Общества деятелей литовского искусства („Lietuvių meno kūrėjų draugija“), был в 1924—1925 годах его председателем.
Оформил ряд оперных спектаклей в Государственном театре в Каунасе. С 1936 года проводил летние месяцы, а затем и поселился в своей усадьбе в Довайнонисе (Кайшядорский район).
Умер в Каунасе 7 октября 1942 года. Похоронен на кладбище Круонё.

## Творчество
Автор пейзажей («Мельница», «Весна», 1922; «Каунасский пейзаж», 1933), портретов (Юозаса Таллат-Кялпши, 1925; Юзапаса Альбинаса Гербачяускаса, 1925; Антанаса Содейки, 1926; Йонаса Яблонскиса, 1930; автопортреты 1930 и 1939 годов), натюрмортов, фигурных композиций.
Произведениям раннего периода свойственны черты академизма, точный реалистический рисунок, строгая композиция. Большое влияние на творческую манеру Диджёкаса оказала поездка в Германию, где он познакомился с поздним импрессионизмом и экспрессионизмом. В его живописи появились более смелый свободный мазок, яркий колорит, необычные композиционные приёмы.
Помимо живописи и сценографии, занимался графикой. Создал литографии (автопортрет, 1923; портрет жены, 1924). Создал декорации оперных спектаклей в Государственном театре — «Риголетто» Джузеппе Верди (1921), «Фауст» Шарля Гуно (1921), «Паяцы» Леонкавалло (1922), «Кармен» Жоржа Бизе (1924) и другие. Оформил также постановку «Разбойников» Фридриха Шиллера (1928).